# Urophora jaculata
Urophora jaculata är en tvåvingeart som beskrevs av Camillo Rondani 1870. Urophora jaculata ingår i släktet Urophora och familjen borrflugor. Inga underarter finns listade i Catalogue of Life.